# Aalborg Akvavit
Aalborg Akvavit är en dansk akvavit (kryddat brännvin) som i sin ursprungsversion har tillverkats sedan 1846. Ursprungsversionen heter Aalborg Taffel Akvavit, kallas i Danmark ofta för "röd Aalborg" efter sin etikett, och anses vara den första moderna akvaviten. Denna akvavit är huvudsakligen kryddad med kummin och har en alkoholhalt av 45 volymprocent.
Dessutom finns Aalborg Jubilæums Akvavit som skapades till taffelakvavitens 100-årsjubileum. Den är kryddad med koriander och dill och har inslag av andra smaktoner – ofta kummin och pomerans. Aalborg julakvavit utkommer varje år lagom till jul. Innehållet har gjorts enligt samma recept sedan 1982 men varje år får en konstnär i uppdrag att ge flaskan ny design.
Aalborg Akvavit tillverkas numera av Arcus Gruppen AS.